# Supercoppa italiana 2005 (pallacanestro maschile)
La Supercoppa italiana 2005 fu l'11ª supercoppa italiana di pallacanestro maschile.
Fu vinta, per la seconda volta, dalla Fortitudo Bolognacontro Pall. Treviso.
Il titolo di MVP dell'incontro è stato assegnato al fortitudino Marco Belinelli.

## Formula
Il trofeo è stato assegnato in una gara unica, disputata al PalaDozza di Bologna il 5 ottobre 2005. Le squadre finaliste sono state quella dei campioni d'Italia in carica della Fortitudo, e della Pallacanestro Treviso detentrice della Coppa Italia.

## Tabellino
| Arbitri: | Cicoria (Milano) Taurino (Modena) Sabetta (Termoli) |

|              |            |                   |
| Belinelli 18 | Punti      | 14 Nicholas       |
| Bečirovič 4  | Assist     | 3 Nicholas, Zīsīs |
| Lorbek 7     | Rimbalzi   | 6 Šiškauskas      |
| Repeša       | Allenatori | Blatt             |